# Hantverks- och industrimässan i Varberg

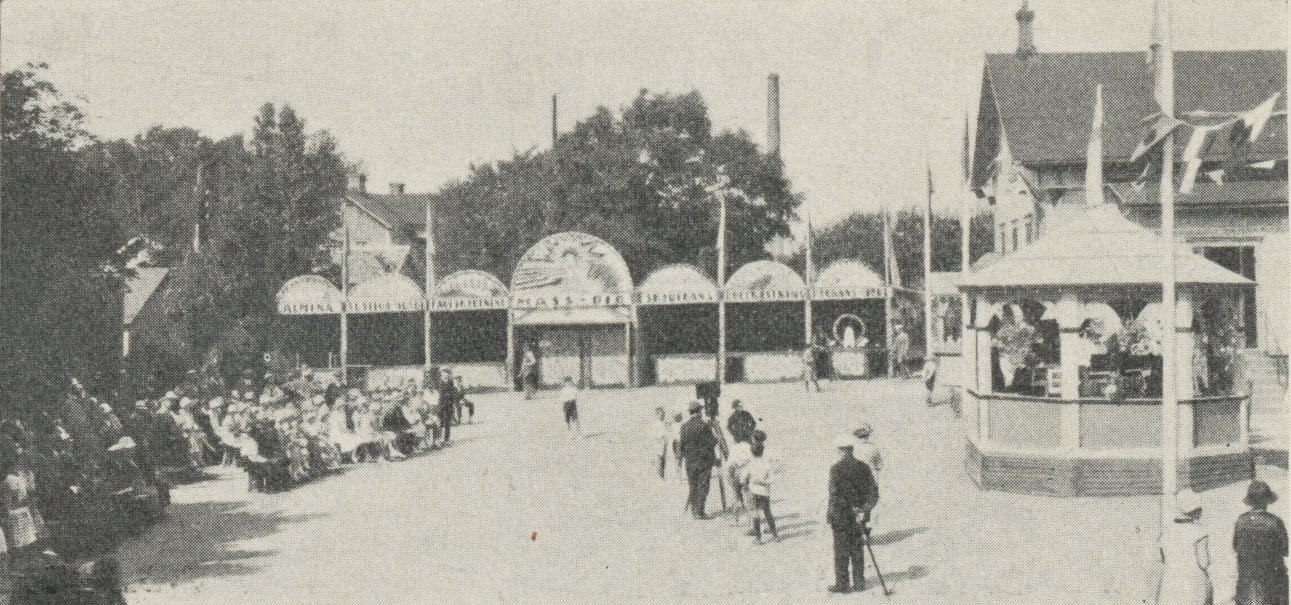
Öppnandet av Hantverks- och industrimässan den 30 juli 1927.

Hantverks- och industrimässan i Varberg  var en av största tilldragelserna i staden 1927. Arrangemanget besöktes av omkring 20 000 personer, en siffra som ska sättas i relation till att Varberg vid tiden hade endast 8 000 invånare. Mässan var lokaliserad till Varbergs stad och dess allra närmaste omgivningar. Man tog inte med utställare från andra områden, utan ville att allmänheten skulle få en verklig bild av hantverket och industrin i Varberg. Mässan ansågs efteråt ha varit till stor gagn både för de enskilda utställarna och för hantverks- och industriidkareföreningen, då man kunde visa upp sig för besökarna och göra reklam. Många utställare fick stora beställningar under mässan.